# Doug Bowser

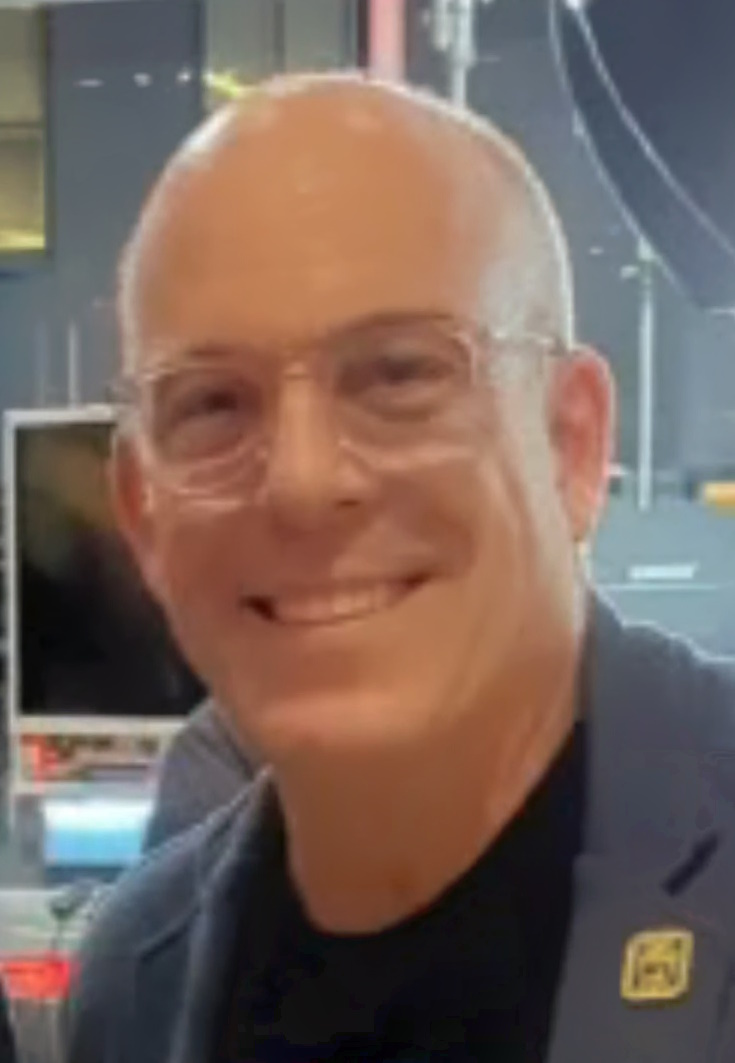
Doug Bowser (2023)

Doug Bowser (* 28. August 1965 in Danville, Kalifornien, USA) ist ein US-amerikanischer Geschäftsmann.

## Karriere
Bowser studierte 1984 Ingenieurwissenschaften an der University of Utah in Salt Lake City.
Von 1994 bis 1998 war er Associate Director of Customer Business Development bei Procter & Gamble (P&G).
Von 2007 bis 2015 arbeitete er für Electronic Arts (EA).
Seit 2019 ist er Präsident von Nintendo of America. Als solcher ist er der Nachfolger von Reggie Fils-Aimé und arbeitete seit 2015 bei Nintendo als Senior Vice President of Sales and Marketing und leitete die Bereiche Vertrieb, Verbraucher- und digitales Marketing, Einzelhandelsmarketing und -strategie sowie Retail Operations.
Er hat einen Sohn namens Kyle.